# Victor Janson
Victor Janson (25 de septiembre de 1884 – 29 de junio de 1960) fue un actor y director cinematográfico alemán de origen letón.
Su verdadero nombre era Viktor Janson, y nació en Riga, Imperio ruso, actualmente capital de Letonia. Comenzó su carrera cinematográfica como actor en 1913, en la época del cine mudo. Trabajó en 114 filmes hasta 1953.
También fue director, iniciándose con el cine mudo en 1919, y continuando con dicha faceta hasta 1939, poco antes del inicio de la Segunda Guerra Mundial.
Victor Janson falleció en Berlín, Alemania, en 1960.

## Selección de su filmografía
Como director
- 1918 : Der gelbe Schein
- 1926 : Die geschiedene Frau
- 1929 : Schwarzwaldmädel
- 1930 : Donauwalzer
- 1931 : Der Bettelstudent
- 1932 : Das Blaue vom Himmel
- 1932 : Es war einmal ein Walzer
- 1933 : Der Page vom Dalmasse Hotel
- 1933 : Der Zarewitsch
- 1939 :  Wer küßt Madeleine?

Como actor
- 1917 : Wenn vier Dasselbe tun
- 1918 : Carmen
- 1918 : Ferdinand Lassalle
- 1919 : La muñeca
- 1919 : Meine Frau, die Filmschauspielerin
- 1921 : Die Bergkatze
- 1927 : Am Rande der Welt
- 1938 : Nanu, Sie kennen Korff noch nicht?
- 1939 : Der Florentiner Hut
- 1941 : Der Weg ins Freie
- 1942 : Rembrandt
- 1943 : Münchhausen, de Josef von Báky
- 1944 : Die Frau von meiner Traume, de Georg Jacoby
- 1946 : Peter Voss, der Millionendieb
- 1949 : Figaros Hochzeit
- 1951 : Professor Nachtfalter
- 1953 : Die Rose von Stambul, de Karl Anton